# Chondrodesmus profugus
Chondrodesmus profugus är en mångfotingart som beskrevs av Carl Graf Attems 1931. Chondrodesmus profugus ingår i släktet Chondrodesmus och familjen Chelodesmidae. Inga underarter finns listade i Catalogue of Life.